# Орлиця
Орли́ця (болг. Орлица) — село в Кирджалійській області Болгарії. Входить до складу общини Кирково.

## Населення
За даними перепису населення 2011 року у селі проживали 212 осіб, з них 40 осіб (95,2%) — болгари.
Розподіл населення за віком у 2011 році:
Динаміка населення: